# Gavun
Gavun (lat. Atherina hepsetus) vrlo je poznata riba u Jadranskom moru. Ima mnoštvo narodnih imena kao što su: veliki gavun, agun, girica, barfun, batača, batelj, brofun, čiga, gaun, i brfun, itd. 

## Opis
Vrlo je cijenjena riba za jelo, ali i kao mamac udičarima koji love veće ribe. Živi u jatima duž naše obale, u uvalama, na otvorenim obalama, te na ušćima rijeka, na manjim dubinama, obično uz samu površinu. Vitkog je, duguljastog tijela, prekrivenog ljuskama, sivozelene ili sivomodre je boje odozgo, a trbuh mu je srebrenkast. Naraste do 20 cm duljine, a hrani se planktonskim životinjicama, kao i algama. Mrijesti se zimi, a jaja odlaže u travi u plitkom moru.

## Rasprostranjenost
Stanište gavuna je Mediteran, uključujući Crno more, te mali dio Atlantika od Španjolske do Maroka, kao i oko Kanarskih otoka i Madeire.

## Poveznice
|  | Zajednički poslužitelj ima još gradiva o temi Gavun |
|  | Wikivrste imaju podatke o taksonu Gavun             |
|  | Wječnik ima rječničku natuknicu gavun               |